# Sad Eyed Lady of the Lowlands
"Sad Eyed Lady of the Lowlands" é uma canção escrita pelo músico e compositor norte-americano Bob Dylan. Lançada pela primeira vez no álbum Blonde on Blonde em 1966, a música dura 11 minutos e 22 segundos, ocupando todo o quarto lado do álbum duplo.

## Gravação
Bob Dylan começou a gravar o álbum Blonde on Blonde em Nova Iorque em outubro de 1965. Frustrado com o lento progresso no estúdio, concordou com a sugestão de seu produtor Bob Johnston e mudou-se para o estúdio da Columbia no Music Row, em Nashville, Tennessee, em fevereiro de 1966. Trazendo consigo Robbie Robertson na guitarra e Al Kooper nos teclados, começou a gravar com a nata dos músicos de sessão de Nashville.
A sessão começou às 18 horas de 15 de fevereiro, mas Dylan simplesmente sentou no estúdio trabalhando nas letras, enquanto os músicos jogavam cartas, cochilavam e conversavam. Finalmente, às 4 da manhã, o cantor chamou os músicos e delineou a estrutura. Dylan contou e os músicos caíram, enquanto ele tentava sua composição épica, "Sad Eyed Lady of the Lowlands". O baterista Kenny Buttrey lembrou: "Se você notar aquela gravação, essa coisa depois do segundo refrão começa a se construir e ser construída loucamente, e todo mundo estava no limite porque pensamos: 'cara, é isso ... Esse vai ser o último refrão e temos que colocar tudo nele'. E ele tocou outro solo de gaita e voltou para outro verso e a dinâmica teve que ser reduzida novamente ao sentimento de outro verso ... Após uns dez minutos, estávamos rindo um do outro com o que estávamos fazendo. Quero dizer, atingimos o auge há cinco minutos. Para onde vamos agora?" A música finalizada tinha 11 minutos e 23 segundos e ocuparia todo o quarto lado do álbum.
Quatro tomadas da música foram gravados, três das quais foram concluídas. A sessão de gravação foi lançada em sua totalidade na edição de 18 discos de The Bootleg Series Vol. 12: The Cutting Edge 1965–1966 em 2015, com a primeira gravação da música também aparecendo na versão de 6 discos daquele álbum.
A técnica empregada por Dylan para escrever a canção foi construir os versos como uma série de "listas" dos atributos do homônimo "Senhorita de olhos tristes" (Sad Eyed Lady). Essas "listas" são complementadas por uma sequência de perguntas retóricas sobre a Dama que nunca são respondidas dentro da música. Assim, o primeiro verso é executado:

| With your mercury mouth in the missionary times And your eyes like smoke and your prayers like rhymes And your silver cross, and your voice like chimes Oh, who do they think could bury you? With your pockets well protected at last And your streetcar visions which you place on the grass And your flesh like silk, and your face like glass Who could they get to carry you? Sad-eyed lady of the lowlands Where the sad-eyed prophet says that no man comes My warehouse eyes, my Arabian drums Should I put them by your gate Or, sad-eyed lady, should I wait? | Com sua boca de mercúrio em tempos missionários, E seus olhos como fumaça, e suas orações como rimas, E sua cruz prateada, e a sua voz como sinos, Oh, quem entre eles pensa que poderiam te enterrar? Com seus bolsos bem protegidos enfim, E suas visões de um bonde, o qual você coloca na grama, E sua carne como seda, e seu rosto como vidro, Quem entre eles pensa que poderia cuidar de você? Senhorita de olhos tristes das planícies Onde o profeta de olhos tristes diz que nenhum homem vem, Meus olhos de um armazém, meus tambores árabes, Devo deixa-los no seu portão? Ou, senhorita de olhos tristes, eu devo esperar? |  |

## Recepção crítica
Muitos críticos notaram a semelhança de 'Lowlands' com 'Lownds', o nome da esposa de Dylan, Sara, e Robert Shelton, biógrafo do músico, escreveu que "Sad Eyed Lady" era uma "canção de casamento" para Sara Lownds, com quem havia casado apenas três meses antes. Seu nome de solteira era Shirley Noznisky, e seu pai, Isaac Noznisky, era um comerciante de sucata em Wilmington, Delaware. Críticos notaram a ligação entre a frase "memória de chapa metálica de Cannery Row" e os negócios do pai de sua esposa, bem como a citação "com seus lençóis como metal, e seu cinto como rendas". Da mesma forma, a frase "seu marido de revista que um dia teve que ir" poderia ser uma referência ao primeiro marido de Sara, o fotógrafo de revista Hans Lownds.
Escrito no espaço de oito horas no estúdio de gravação da CBS em Nashville, na noite de 15 a 16 de fevereiro, "Sad Eyed Lady" acabou ocupando todo o lado quatro de Blonde On Blonde. Em sua peã "Sara", escrita em 1975, Dylan altera um pouco a história quando canta:

| Stayin' up for days in the Chelsea Hotel, Writin' "Sad Eyed Lady of the Lowlands" for you. | Ficando por dias no Chelsea Hotel, escrevendo "Sad Eyed Lady of the Lowlands" para você. |  |

Quando Dylan tocou a canção a Shelton, logo após gravá-la, alegou: "Esta é a melhor música que eu já escrevi." Na mesma época, estava entusiasmado com o jornalista Jules Siegel: "Apenas ouça isso! Isso é música religiosa de carnaval dos velhos tempos!" No entanto, em 1969, Dylan confessou ao editor da Rolling Stone, Jann Wenner: "Eu apenas sentei em uma mesa e comecei a escrever ... E acabei me empolgando com a coisa toda ... Eu comecei a escrever e não consegui parar. Após um período de tempo, eu esqueci o que era tudo, e comecei a tentar voltar ao começo [risos]."
Devido a música ser gravada por volta das 4h da manhã, o crítico Andy Gill sente que o trabalho tem uma qualidade noturna similar a "Visions of Johanna". Ele comenta sobre a "graça medida e ritmo imponente" do ritmo da música, caracterizando seu clima como "tanto uma procissão fúnebre como uma marcha de casamento". Também observa que, embora a música tenha uma parcela de imagens enigmáticas, não há nenhum vestígio do niilismo brincalhão que marca a maior parte do resto de Blonde on Blonde. "Desta vez", ele concluí, "é sério".
Escutada por alguns ouvintes como um hino a uma mulher de outro mundo, para Shelton "suas dificuldades parecem além da resistência, mas ela irradia uma força interior, uma capacidade de renascer. Este é Dylan em seu mais romântico." Wilentz comentou que a escrita havia mudado desde os dias em que ele fez perguntas e forneceu respostas. Como os versos de "Tyger" de William Blake, o cantor faz uma série de perguntas sobre a "Senhorita de Olhos Tristes", mas nunca fornece respostas.
O crítico Clinton Heylin descreveu a música como "possivelmente o conjunto de letras mais pretensioso já escrito", mas também "um carrossel cativante de performance". Sugeriu que o cantor foi levado a tentar criar uma música que atingisse um novo nível de composição e apresentação. Heylin cita a conferência de imprensa de Dylan em São Francisco, em 3 de dezembro de 1965, quando afirmou que estava interessado em "escrever [uma] sinfonia... com melodias e palavras diferentes, ideias diferentes... que se acumulam,... o resultado final é uma totalidade... Eles dizem que minhas músicas são longas agora. Algum tempo vou criar uma que será o álbum inteiro." Esse plano ambicioso acabou gerando "Sad Eyed Lady", uma música que o crítico descreveu como "um pônei de treze minutos e um truque."
O estudioso Michael Gray expressou uma atitude igualmente contraditória com "Sad Eyed Lady". Em seu livro Song & Dance Man III, escreveu sobre as imagens da música: "Dylan está...  falando bobagem em nossos ouvidos, muito enganador, é claro. A única coisa que une os fragmentos é o dispositivo mecânico do retorno ao coro e, portanto, ao título. No final, não é uma música inteira, mas fragmentos desconectados, e apenas o cimento pobre de um coro vazio e uma regularidade de música dão a ilusão de que as coisas são de outra maneira." Em uma nota de rodapé desta passagem, escrita posteriormente, acrescentou: "Quando li essa avaliação agora, simplesmente me senti envergonhado com o esnobe que eu fui quando a escrevi... Quando volto e ouço, após um longo intervalo, a gravação de Dylan, todos os sentimentos ardentes e verdadeiros que já tive voltam para mim. Décadas de detritos desaparecem e sinto-me novamente em comunhão com meu melhor eu e minha alma. Quaisquer que sejam as deficiências da letra, a própria gravação, capturando em seu pico absoluto a capacidade incomparável de intensidade de comunicação de Dylan, é uma obra-prima, se é que alguma vez houve uma."
O musicólogo Wilfrid Mellers escreveu que "Sad Eyed Lady" está ao lado de "Mr. Tambourine Man" como "talvez a música pop mais insidiosamente assustadora do nosso tempo". Ele afirma que o músico conseguiu concentrar qualidades contraditórias na música: "É impossível dizer ... se a Senhorita é uma criatura de sonho ou pesadelo; mas ela está além do bem e do mal, como diz a frase hipócrita, apenas no sentido de que a música simples, hipnótica e até brega da valsa contém... satisfação e arrependimento. Misteriosamente, a música apaga o tempo. Embora cronologicamente dure quase 20 minutos (sic), entra em uma era mitológica em que o relógio não bate."
O crítico literário Christopher Ricks compara a imagem e o verso de "Sad Eyed Lady" a um poema de Charles Swinburne, "Dolores", publicado em 1866. O crítico descreveu o poema como uma "anti-oração a sua anti-madonna, um interrogatório que não ouve a necessidade de por que deveria acabar". Escreveu que "Dolores se move 'para uma música que encanta e seduz', assim como 'Sad Eyed Lady of the Lowlands'." Defendeu que "Dolores" "insiste em listar todas as suas energias, incitações e excitações, apetrechos e armas", assim como a canção. Também descreveu a maneira pela qual a música de Dylan atribui tantos objetos e qualidades à Senhorita de Olhos Tristes como "parte inventário, parte arsenal, esses retornos de frases são limitados pelo temor dela e pela suspeita dela".
Referindo-se à frase repetida no refrão da canção, "Senhorita de olhos tristes das planícies/Onde o profeta de olhos tristes diz que nenhum homem vem", Ricks sugere que o profeta Ezequiel é relevante, observando que a frase "nenhum homem" ocorre várias vezes no Livro de Ezequiel. Também observa várias referências aos "portões" desse livro, como na música. "Esta porta deve permanecer trancada. Não deverá ser aberta; ninguém poderá entrar por ela" (Ezequiel 44:2). A música de Dylan faz alusão aos "reis de Tiro", e Ricks salienta que, no livro de Ezequiel, é descrito que Tiro "negocia com os povos de muitas ilhas" (Ezequiel 27:3); este capítulo de Ezequiel lista as muitas mercadorias e luxos que Tiro comercializa, incluindo prata, ouro, especiarias, pedras preciosas, esmeraldas, ébano e marfim. Assim, para Ricks, a cidade é "um enorme armazém de húbris", mas há uma força que pode superar os reis da cidade, "o Senhor, aquele que fala através de seu profeta Ezequiel da destruição que virá".

## Créditos
Os músicos envolvidos na gravação de "Sad Eyed Lady of the Lowlands" em fevereiro de 1966 eram:
- Bob Dylan – vocais, harmônica
- Hargus "Pig" Robbins – piano
- Al Kooper – órgão
- Charlie McCoy – guitarra
- Wayne Moss – guitarra
- Joe South – baixo
- Kenny Buttrey – bateria

## Apresentações ao vivo, versões cover e legado
Dylan nunca apresentou a música em concerto. No entanto, durante a sequência "Woman In White" do filme Renaldo and Clara que dirigiu, uma performance ao vivo da música pode ser ouvida em segundo plano. Heylin escreveu que o cantor, acompanhado por Scarlet Rivera no violino, Rob Stoner no baixo e Howard Wyeth na bateria, gravou esta versão num ensaio durante a Rolling Thunder Revue, em 1975.
Joan Baez regravou essa música em seu álbum Any Day Now, de 1968. Steve Howe também a regravou em seu álbum Portraits of Bob Dylan (1999) com o membro do Yes, Jon Anderson, nos vocais principais. A banda alternativa francesa Phoenix gravou uma versão acústica ao vivo de cinco minutos para a revista alemã Musikexpress via The Tripwire em janeiro de 2010.
Em sua autobiografia I, Me, Mine publicada em 1980, George Harrison diz que as mudanças de acordes de "Sad Eyed Lady" influenciaram a música dos Beatles "Long, Long, Long", que escreveu e gravou em outubro de 1968 para o álbum The Beatles, às vezes conhecido como "Álbum Branco". Harrison escreveu: "Não me lembro de muita coisa, exceto os acordes, que acho que eram provenientes de 'Sad Eyed Lady of the Lowlands' – D para E menor, A e D – esses três acordes e a maneira como eles se moviam."
Tom Waits falou sobre "Sad Eyed Lady of the Lowlands" em 1991: "É como Beowulf e 'me leva para o prado'. Essa música pode fazer você sair de casa, trabalhar na ferrovia ou se casar com um cigano. Penso em um vagabundo em volta da fogueira, com um copo de lata embaixo de uma ponte, lembrando o cabelo de uma mulher. A música é um sonho, um enigma e uma oração."
Numa entrevista de rádio com Howard Stern em 18 de janeiro de 2012, o ex-baixista e compositor do Pink Floyd Roger Waters revelou: "'Sad Eyed Lady of the Lowlands' meio que mudou minha vida. Quando a ouvi, pensei: se Bob pode fazer uma música tão longa, eu posso fazer... é um álbum inteiro. E de maneira alguma fica entediante ou chata. Você fica cada vez mais absorvido. Torna-se cada vez mais hipnótica, quanto mais tempo continua."